# Daniel Kirchner (Volleyballspieler)
Daniel Kirchner (* 24. Mai 2000) ist ein deutscher Volleyball- und Beachvolleyballspieler.

## Karriere Hallenvolleyball
Kirchner spielte seit 2015 beim Zweitligisten TSV Grafing, mit dem er 2018 und 2021 Meister der 2. Bundesliga Süd wurde. Nach dessen Abstieg 2022 wechselte der Außenangreifer zum Zweitliga-Neuling ASV Dachau, mit dem ihm 2023 der Aufstieg in die erste Bundesliga gelang. 2024 beendete Kirchner seine Hallenkarriere, um sich auf das Spiel im Sand zu konzentrieren.

## Karriere Beachvolleyball
Kirchner spielte 2015 und 2016 mit diversen Partnern auf verschiedenen Jugendmeisterschaften. Von 2017 bis 2021 spielte er mit Christian Seitz auf bayerischen Turnieren. 2022 spielte er an der Seite von Kim Huber und erreichte über gute Platzierungen bei der „Rock the Beach“-Tour die Teilnahme an der deutschen Meisterschaft in Timmendorfer Strand. 2023 hatten Kirchner/Huber gute Platzierungen auf der German Beach Tour und der „Rock the Beach“-Tour. Dabei gewannen sie das Ersatzturnier in München und erreichten bei der deutschen Meisterschaft den siebten Platz.
Auf der German Beach Tour 2024 und auf der 2. Deutschen Beach Tour hatte Kirchner mit verschiedenen Partnern durchweg gute Ergebnisse. Dabei gewann er mit Jonas Kaminski das Turnier auf Norderney und mit Paul Henning das erste Turnier in München. Bei der deutschen Meisterschaft erreichte Kirchner an der Seite von Sven Winter Platz fünf.